# Bodø (Tettsted)
Bodø (lulesamisch Bådåddjo) ist eine Stadt in der gleichnamigen norwegischen Kommune Bodø in der Provinz (Fylke) Nordland. Die Stadt stellt das Verwaltungszentrum des Fylkes Nordland sowie der Kommune Bodø dar und hat 43.322 Einwohner (Stand: 1. Januar 2024). Damit ist Bodø der einwohnerreichste Tettsted in Nordland.
Der Tettsted Bodø ist der einwohnerreichste des nordnorwegischen Landesteils. Da der Tettsted Tromsø aber nicht das gesamte im Allgemeinen als Stadt Tromsø aufgefasste Gebiet umfasst, wird Bodø meist hinter Tromsø als zweitgrößte Stadt Nordnorwegens geführt.

## Geografie und Einwohner

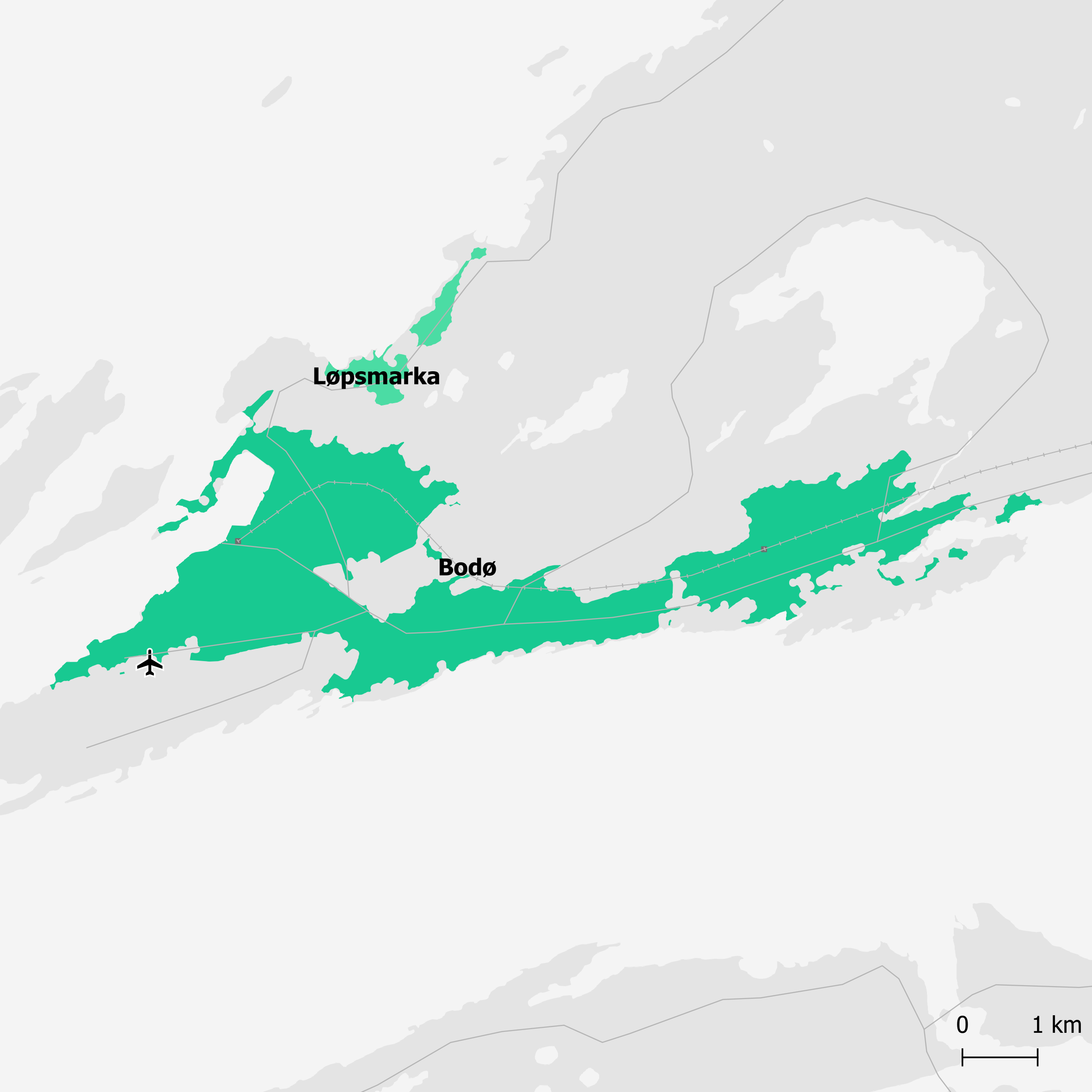
Karte des Tettsteds Bodø, 2022

Bodø ist ein sogenannter Tettsted, also eine Ansiedlung, die für statistische Zwecke als eine städtische Siedlung gewertet wird. Die Kommune Bodø ist mit einer Fläche von 1.395,3 km² weit größer als der Tettsted Bodø, der eine Fläche von 15,03 km² (Stand: 1. Januar 2024) hat. Zur Kommune gehören neben Bodø noch weitere Tettsteder. Die Stadt Bodø liegt an der norwegischen Westküste im Südwesten der zur Kommune Bodø gehörenden Landmasse. Südlich der Stadt schneidet sich der Saltfjord Richtung Osten in das Landesinnere ein. Etwas südöstlich der Stadt liegt der Saltstraumen, eine der stärksten Gezeitenströmungen der Welt. Westlich der Stadt liegt der Vestfjord, der die Inselgruppe Lofoten vom norwegischen Festland trennt und Teil des Europäischen Nordmeers ist. Direkt der Stadt Bodø vorgelagert liegen im Vestfjord die Inseln Store Hjartøya und Litle Hjartøya.
Bodø liegt nördlich des nördlichen Polarkreises, wodurch es in der Stadt im Sommer Mitternachtssonne gibt. Der Zeitraum der Mitternachtssonne dauert jährlich von etwa 31. Mai bis zum 12. Juli an. Da die Grenze für Polarnächte etwas weiter nördlich des Polarkreises liegt, kommt es in der Stadt nicht zu Polarnächten. Die Sonne ist aufgrund der Berge im Süden von Bodø allerdings trotzdem im Winter für rund einen Monat nicht in der Stadt zu sehen.
Die Einwohner der Stadt werden Bodøværing genannt.
| Jahr          | 1960   | 1970   | 1980   | 1990   | 2000   | 2011   | 2020   |
| ------------- | ------ | ------ | ------ | ------ | ------ | ------ | ------ |
| Einwohnerzahl | 17.902 | 24.431 | 27.601 | 30.339 | 32.343 | 37.834 | 42.102 |

## Geschichte

### Bodø im 19. Jahrhundert
Bodø wurde ursprünglich um den Hof Hundholmen angelegt. Dort ließ ein Unternehmer aus Trondheim ab 1803 mehrere Gebäude errichten. Im Jahr 1808 wurde eine Schanze auf der Halbinsel Nyholmen errichtet. Ziel war, durch den Aufbau Bodøs die Abhängigkeit der Einwohner Nordlands von den Kaufleuten aus Bergen zu verringern. Im Mai 1816 erhielt Bodø das Stadtrecht, wobei Bodø im Vergleich zu anderen Städten weiter einen dörflichen Charakter hatte. So wurde die Kommune Bodø bei ihrer Gründung im Jahr 1837 auch keine Stadtkommune (norwegisch bykommune), da die Stadt zu wenige wahlberechtigte Einwohner hatte.
Im Jahr 1818 kam es zu einem diplomatischen Konflikt zwischen der Doppelmonarchie Schweden-Norwegen und Großbritannien, der auch als Bodø-Affäre betitelt wurde. Grund für die Auseinandersetzung war die Arrestierung des britischen Kaufmanns John Everth wegen Schmuggels und späteren Überfalls auf die Zollstation, um die beschlagnahmten Waren zurückzufordern. Mithilfe der Unterstützung eines britischen Schiffsmaklers und des Botschafters wurde Druck auf die schwedische Regierung ausgeübt, sodass diese schließlich Norwegen zwang, dem Unternehmer eine Entschädigung zu zahlen. Die Affäre schadete dem Verhältnis zwischen Schweden und Norwegen. Bei der Auflösung der Union zwischen Schweden und Norwegen wurde sie als ein Beispiel dafür vorgebracht, dass Schweden nicht die Interessen Norwegens vertreten könne. Im Jahr 1855 lebten 228 Personen in der Stadt. Aufgrund guter Heringsfänge in den 1860er- und 1870er-Jahren stieg die Bedeutung Bodøs an. Im Jahr 1890 war die Zahl von 3656 Einwohnern erreicht.

### Zweiter Weltkrieg
Am 9. April 1940 begann im Rahmen der Militäroperation Unternehmen Weserübung die deutsche Besetzung Norwegens während des Zweiten Weltkriegs. Bodø selbst war in den ersten Wochen der Besetzung noch nicht in größere Kampfhandlungen involviert, die sich in Nordnorwegen hauptsächlich auf die weiter nördlich gelegene Stadt Narvik mit der dort stattfindenden Schlacht um Narvik fokussierten. Anfang Mai kamen drei britische Kompanien unter dem Kommando von Colin Gubbins in Bodø an, mit Hilfe derer man verhindern wollte, dass deutsche Unterstützung aus dem Süden nach Narvik gelangte. In Bodø wurde dazu durch die Royal Air Force ein provisorischer Flugplatz angelegt, weshalb es Anfang Mai zu ersten deutschen Bombenangriffen im Hafen von Bodø kam. Die Briten marschierten ab 8. Mai von Bodø aus 40 Kilometer in Richtung Süden bis nach Fellingfors, wo sie auf Soldaten der Wehrmacht trafen. Im Rahmen der Kämpfe wurden die Briten immer weiter zurückgedrängt, bis sie wieder in Bodø ankamen.
Am 27. Mai 1940 kam es zu einer Welle von Bombenabwürfen, die schließlich die Stadt weitgehend zerstörten. Zunächst wurden unter anderem ein Funkmast und der provisorische Flugplatz zerstört, bevor am Abend der Hauptangriff folgte. Während des Hauptangriffs wurde auch das mit einem roten Kreuz gekennzeichnete Krankenhaus zerstört, in dem sich zu diesem Zeitpunkt 141 Personen, darunter 93 britische Soldaten, befanden. Die Patienten konnten in Sicherheit gebracht werden. Insgesamt wurden an diesem Tag von den 760 Gebäuden der Stadt rund 420 zerstört. Die Einwohner waren zum Zeitpunkt des Bombardements bereits weitgehend evakuiert worden. Es befanden sich aber noch rund 1500 Personen in der Stadt, von denen 15 ums Leben kamen.
Am 31. Mai 1940 zogen sich die norwegischen und alliierten Truppen aus Bodø zurück. Am Folgetag marschierte die Wehrmacht in die Stadt ein, die Bodø nun ohne weitere Kampfhandlungen einnehmen konnte.

### Nach dem Zweiten Weltkrieg
Die Stadt wurde nach dem Zweiten Weltkrieg wiederaufgebaut. Dabei erhielt die Stadt einen Grundriss im Schachbrettmuster mit breiteren nahezu parallel zur Küste verlaufenden Straßen und davon rechtwinklig abzweigenden schmaleren Straßen. Im Westteil der Stadt wurde 1941 mit Unterstützung des Schwedischen Roten Kreuzes eine Vielzahl identischer Häuser errichtet. Das Gebiet wird deshalb auch Svenskebyen („Schwedenstadt“) genannt. Die dortigen Häuser wurden von den Architekten Dagfinn Morseth und Gunnar Øvergård Jørgen entworfen.
Im Laufe der Zeit wuchs Bodø weit über das Gebiet hinaus, das nach dem Zweiten Weltkrieg die Stadt bildete. In größerem Stil wurden dabei ab den 1960er-Jahren Gebiete östlich des Stadtzentrums entlang des Riksvei 80 erschlossen. Auch in nördliche Richtung verlagerten sich die Stadtgrenzen weiter vom Zentrum weg.

## Wirtschaft und Infrastruktur

### Verkehr

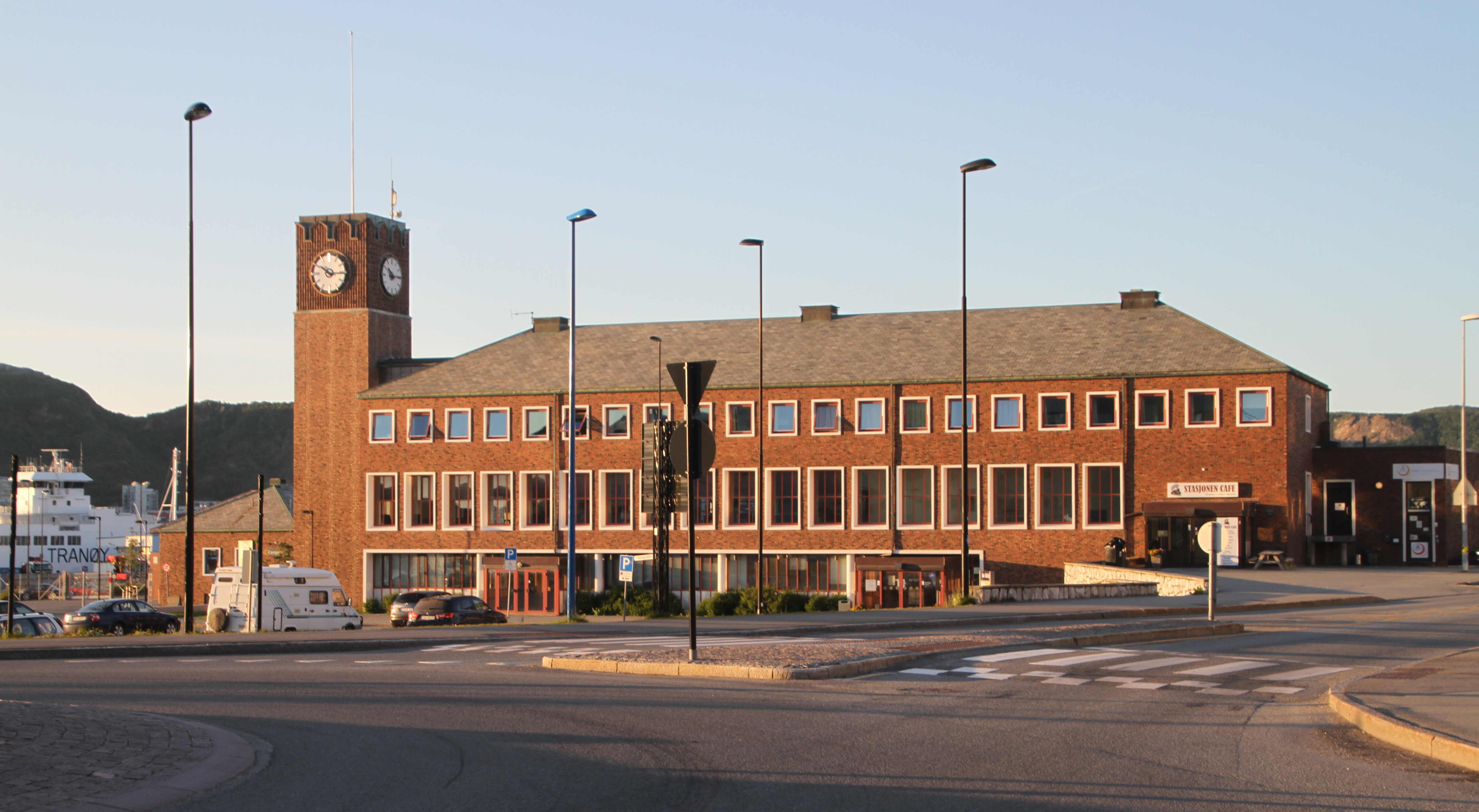
Bahnhof von Bodø

Bodø ist für Nordnorwegen ein wichtiger Verkehrsknotenpunkt. Im Süden der Stadt liegt der Flughafen Bodø. Von Osten führt der Riksvei 80 sowie die Bahnlinie Nordlandsbanen in die Stadt. Vom Hafen von Bodø legen Fähren ab, die zu den dem norwegischen Festland vorgelagerten Inseln verkehren. Der Hafen wird auch von den Schiffen der Hurtigruten angesteuert. Zudem besteht eine Fährverbindung von Bodø über den Vestfjord zu den Lofoten-Inseln.

### Wirtschaft, Bildung und Verwaltung
Nach Tromsø ist Bodø die zweitgrößte Stadtregion Nordnorwegens. Bodø hat für die Region eine große Bedeutung in den Bereichen Handel, Dienstleistungen, Verwaltung, Bildung und Kommunikation. Eine eher geringe Rolle spielt die Industrie. Vor allem im Sommer sind viele Touristen vor Ort. Diese befinden sich teils auf Durchreise zu den Lofoten-Inseln oder entlang der Küstenstraße Fv17.
In Bodø liegt der Sitz der Fylkeskommune Nordland, des Statsforvalters von Nordland sowie die Kommunalverwaltung von Bodø. Auch ist unter anderem die Luftfahrtbehörde Luftfartstilsynet in Bodø angesiedelt. Zum Jahr 2016 entstand durch die Zusammenlegung mehrerer Hochschulen die Nord Universität, zuvor hatte die Universität Nordland ihren Sitz in Bodø.

## Kultur und Sehenswürdigkeiten

### Sehenswürdigkeiten
In der Stadt befinden sich mehrere Museen. Das norwegische Luftfahrtmuseum (Norsk Luftfartsmuseum) wurde im Jahr 1994 eröffnet und ist in die Abteilungen Militärluftfahrt und Zivilluftfahrt gegliedert. Das Museumsgebäude wurde in einer Propellerform gestaltet. Das Nordlandmuseum (Nordlandsmuseet) hat in der Stadt ebenfalls einen Standort.
Das 1959 errichtete Rathaus von Bodø wurde von den Architekten Gudolf Blakstad und Herman Munthe-Kaas entworfen. Im Jahr 2019 wurde ein neues Rathaus eröffnet. Die beiden Architekten des alten Rathauses waren auch für den in der Nähe des Rathauses stehenden Dom, die Bodø Domkirke, verantwortlich. Dieser wurde von 1954 bis 1956 erbaut und im Jahr 1956 eingeweiht. Der Dom ist der Sitz des Bistums Sør-Hålogaland. Die vom deutschen Orgelbauunternehmen Hermann Eule Orgelbau Bautzen angefertigte Orgel gehört zu den größten Norwegens.
Im Jahr 2014 wurde die neue Stadtbibliothek Stormen Bibliotek eröffnet. Gemeinsam mit dem Konzerthaus Stormen konserthus bildet es das Kulturviertel Kulturkvartalet Stormen.

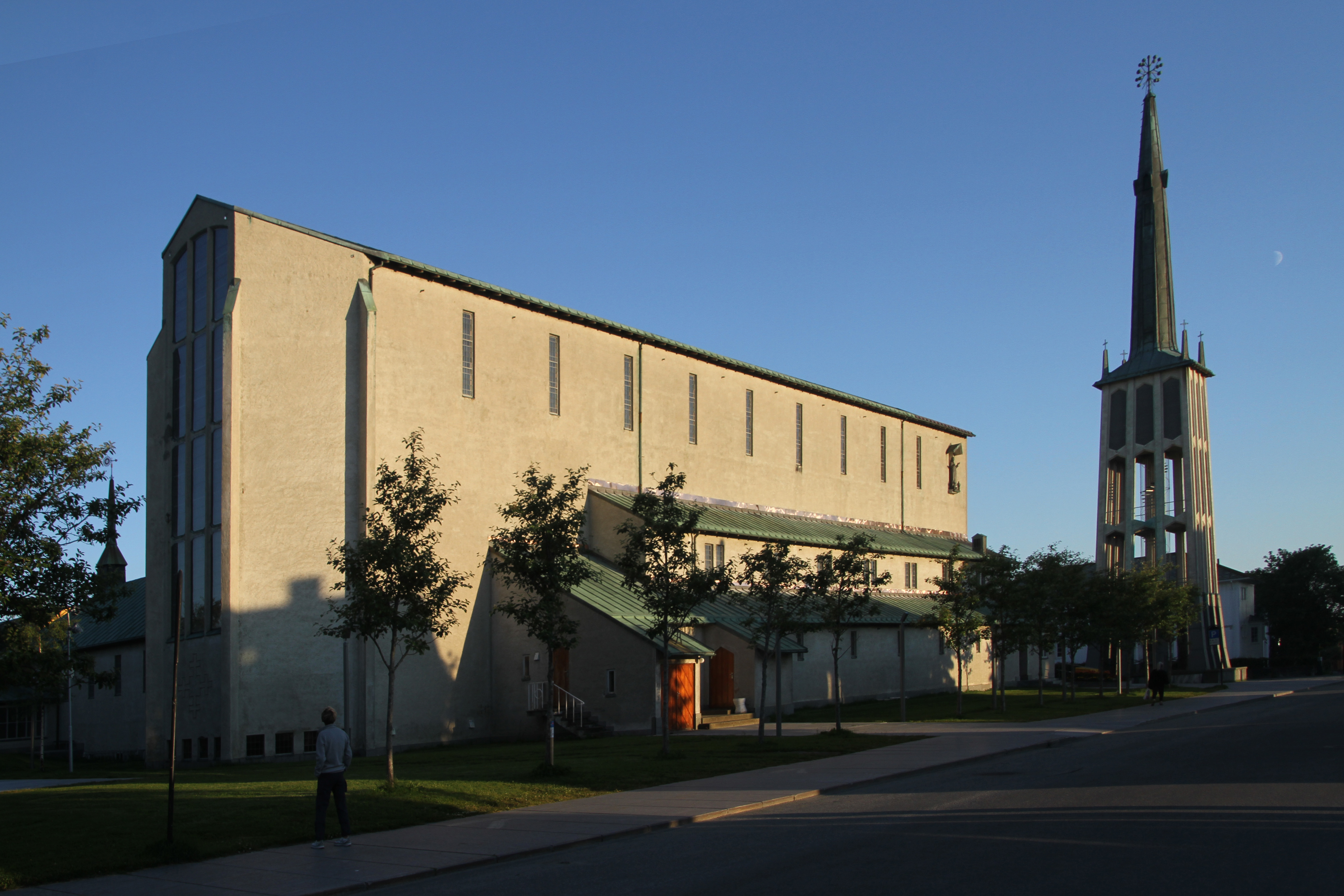
Dom zu Bodø
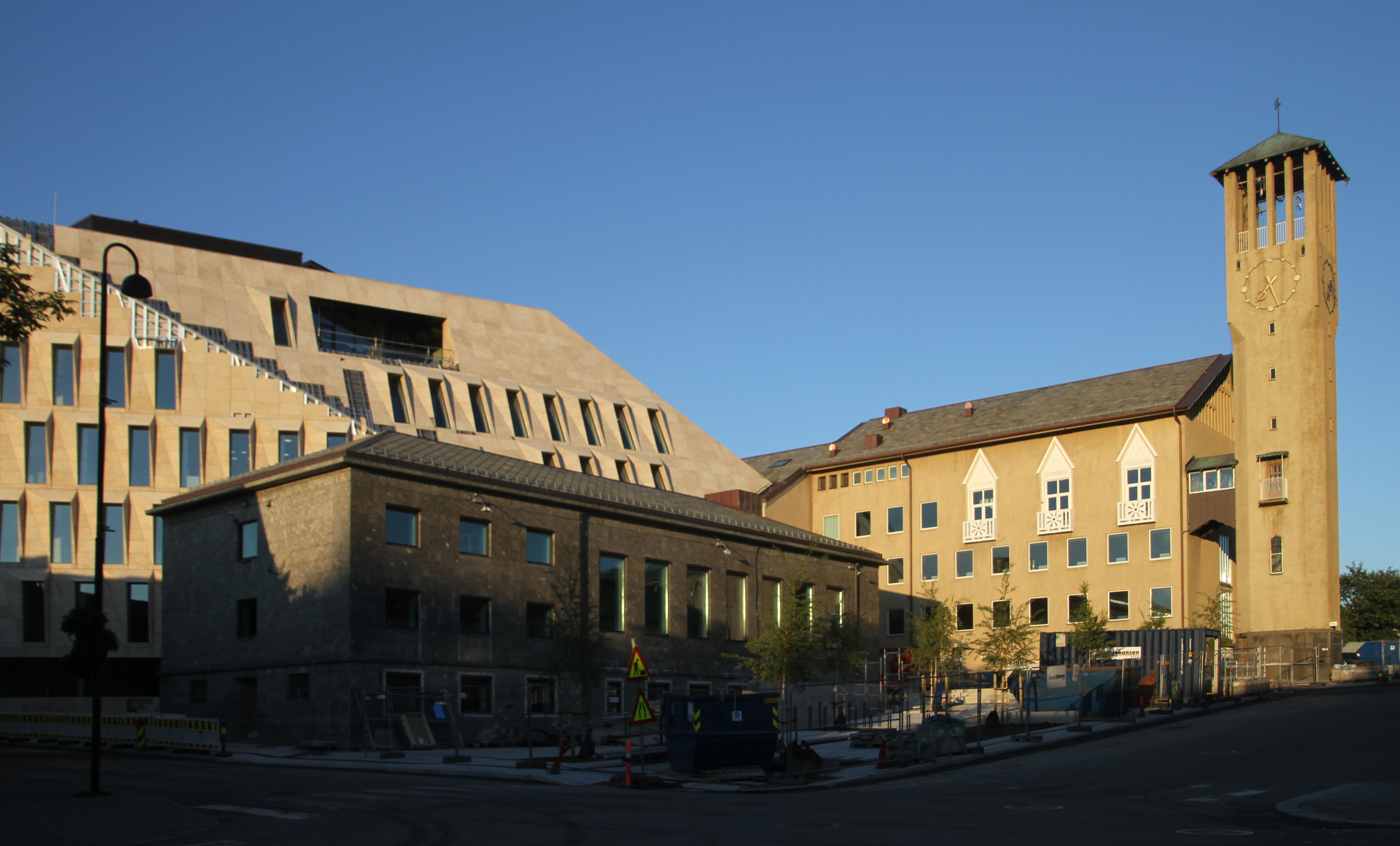
Rathaus von Bodø mit dem Neubau im Hintergrund, 2019
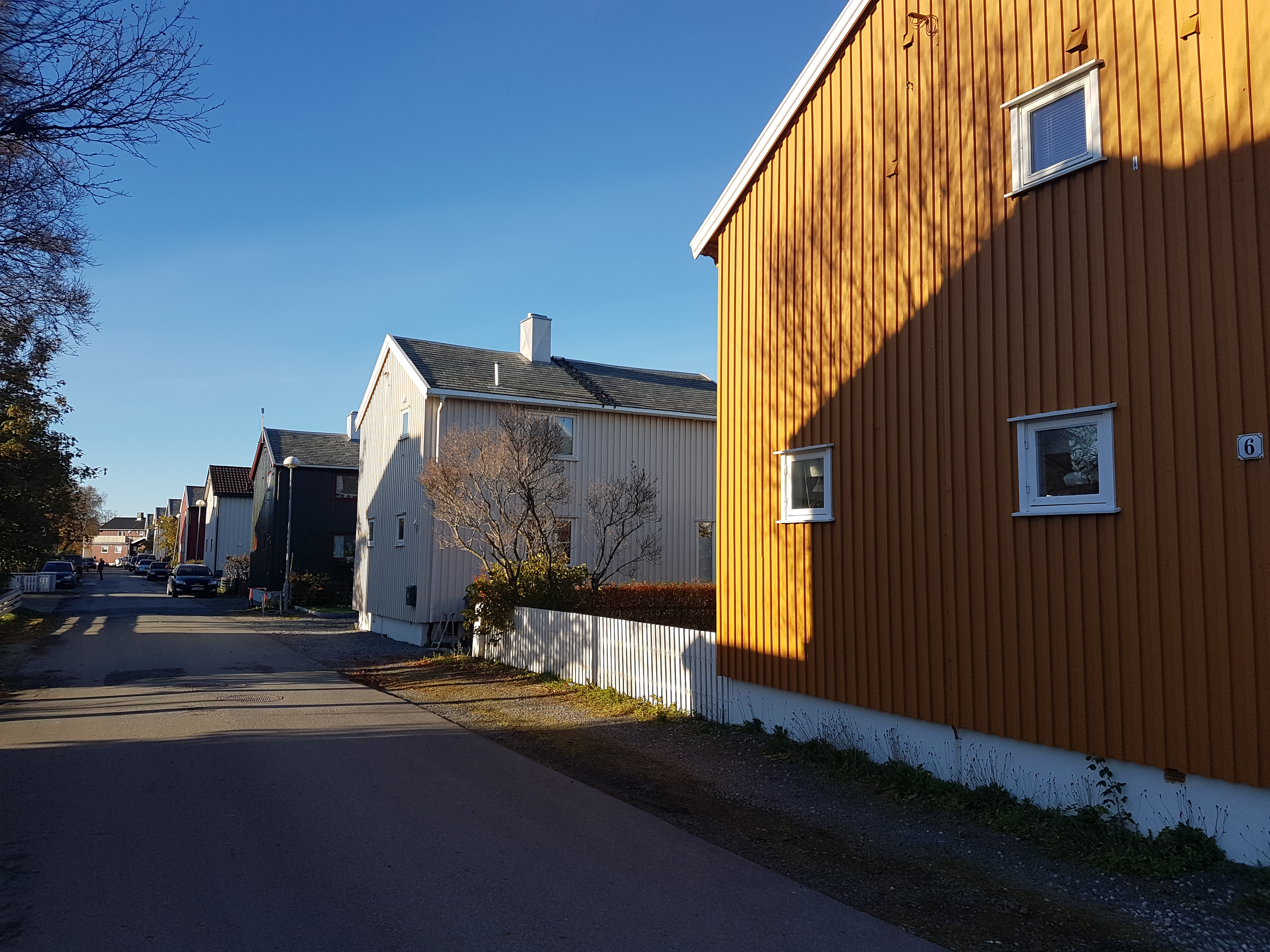
Svenskebyen, mit schwedischer Hilfe gebautes Viertel
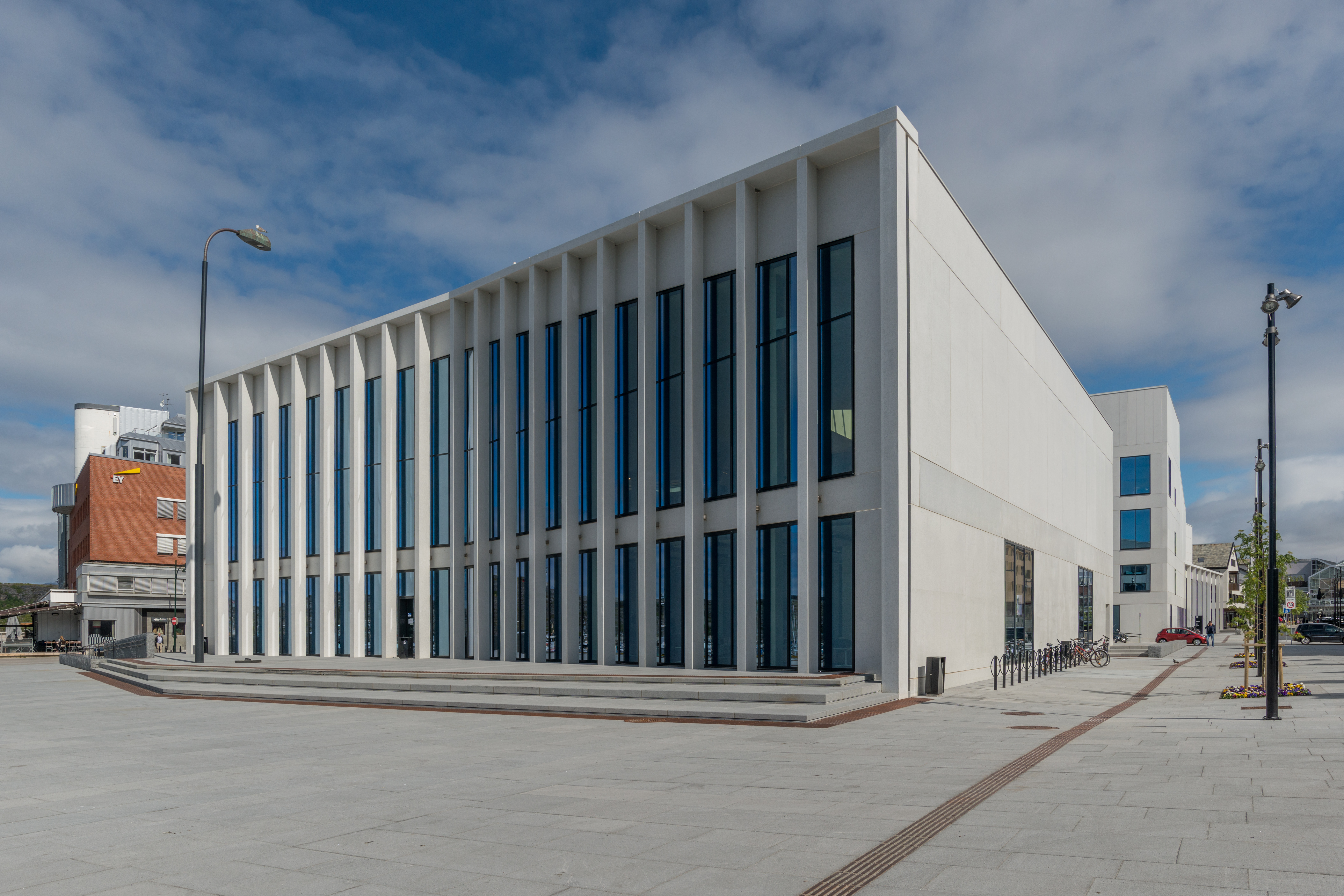
Bibliothek Stormen, 2015

### Europäische Kulturhauptstadt 2024
Bodø war im Jahr 2024 neben dem österreichischen Kurort Bad Ischl und der estnischen Stadt Tartu eine der drei Europäischen Kulturhauptstädte. Dazu hatte sich Bodø im Jahr 2018 mit dem Konzept „ARCTICulation“ beworben. Bodø hat als erste Stadt nördlich des Polarkreises diesen Titel erhalten.

### Medien
In Bodø hat die Tageszeitung Avisa Nordland (2002 aus den Zeitungen Nordlandsposten und Nordlands Framtid entstanden) ihren Sitz. Der norwegische Rundfunk NRK unterhält in Bodø ein Distriktsbüro (NRK Nordland).

## Sport
In Bodø ist der Fußballverein FK Bodø/Glimt angesiedelt. Heimstadion ist das Aspmyra-Stadion.